# EHF Challenge Cup 2015/16
Am EHF Challenge Cup 2015/16 nahmen 42 Handball-Vereinsmannschaften teil, die sich in der vorangegangenen Saison in ihren Heimatländern für den Wettbewerb qualifiziert hatten. Es war die 16. Austragung des Challenge Cups. Titelverteidiger war das rumänische Team HC Odorheiu Secuiesc. Die Pokalspiele begannen am 10. Oktober 2015, das zweite Finalspiel fand am 21. Mai 2016 statt. Im Finale mit zwei portugiesischen Teams konnte sich Académico Basket Clube gegen Benfica Lissabon durchsetzen.

## Modus
Der Wettbewerb startete mit Runde 2 mit 10 Spielen. In der nächsten Runde mit 16 Spielen stiegen weitere, höher eingestufte Mannschaften ein. Alle Runden wurden im K.-o.-System gespielt. Der Sieger des Finales war Gewinner des EHF Challenge Cups in der Saison 2015/16.

## Runde 2
|                        | Gesamt  |                        | Hinspiel | Rückspiel |
| ---------------------- | ------- | ---------------------- | -------- | --------- |
| MŠK Považská Bystrica  | 51:51 * | RK Vogošća             | 29:29    | 22:22     |
| Ruislip Eagles         | 37:97   | Académico Basket Clube | 18:51    | 19:46     |
| HV Hurry-Up            | 59:59 * | HC Berchem             | 32:30    | 27:29     |
| SKIF Krasnodar         | 60:61   | AS Filippos Verias     | 29:35    | 31:26     |
| Leeds Hornets HC 2011  | 47:93   | Bursa Nilüfer BK       | 24:43    | 23:50     |
| Samtredia              | 0:20    | KH Kosova Vushtrri     | 0:10     | 0:10      |
| KH Kastrioti Ferizaj   | 53:65   | RK Radnički Kragujevac | 27:33    | 26:32     |
| Hapoel Ramat Gan       | 43:56   | ÍBV Vestmannaeyja      | 21:25    | 22:31     |
| AO Poseidon Loutrakiou | 49:47   | Viljandi HC            | 26:23    | 23:24     |
| HK Lokomotive Warna    | 48:71   | HC Visé BM             | 28:36    | 20:35     |

## Runde 3
|                        | Gesamt  |                        | Hinspiel | Rückspiel |
| ---------------------- | ------- | ---------------------- | -------- | --------- |
| RK Radnički Kragujevac | 66:39   | HC Dobrudja Dobrich    | 37:22    | 29:17     |
| ÍBV Vestmannaeyja      | 52:62   | Benfica Lissabon       | 26:28    | 26:34     |
| KH Kosova Vushtrri     | 50:72   | B.B. Ankara Spor       | 28:37    | 22:35     |
| Metaloplastika Šabac   | 51:53   | HC Visé BM             | 29:25    | 22:28     |
| RK Prolet 62 Skopje    | 42:51   | KV Sasja HC            | 20:24    | 22:27     |
| Dukla Prag             | 58:35   | SPE Strovolou Nicosia  | 32:15    | 26:20     |
| Handball Esch          | 77:57   | Olimpus-85 Chișinău    | 37:30    | 40:27     |
| AO Poseidon Loutrakiou | 48:48 * | Pallamano Pressano     | 25:21    | 23:27     |
| HV Aalsmeer            | 55:54   | AS Ramat haScharon     | 22:22    | 33:32     |
| AEK Athen              | 56:68   | AS Filippos Verias     | 34:36    | 22:32     |
| HC Berchem             | 55:58   | Fyllingen Bergen       | 32:28    | 23:30     |
| RK Vogošća             | 47:50   | Newa St. Petersburg    | 25:24    | 22:26     |
| Wacker Thun            | 79:49   | Bursa Nilüfer BK       | 47:16    | 32:33     |
| London GD HC           | 42:80   | HC Kehra Tallinn       | 16:37    | 26:43     |
| HC Odorheiu Secuiesc   | 46:50   | Académico Basket Clube | 24:25    | 22:25     |
| KH Prishtina           | 50:51   | RK Čelik Zenica        | 29:28    | 21:23     |

## Sechzehntelfinals
|                        | Gesamt |                        | Hinspiel | Rückspiel |
| ---------------------- | ------ | ---------------------- | -------- | --------- |
| Handball Esch          | 48:55  | HV Aalsmeer            | 26:30    | 22:25     |
| AO Poseidon Loutrakiou | 45:46  | KV Sasja HC            | 23:24    | 22:22     |
| Académico Basket Clube | 85:43  | HC Kehra Tallinn       | 40:29    | 45:14     |
| RK Čelik Zenica        | 55:83  | Wacker Thun            | 27:42    | 28:41     |
| Newa St. Petersburg    | 61:49  | B.B. Ankara Spor       | 30:26    | 31:23     |
| Benfica Lissabon       | 57:40  | AS Filippos Verias     | 34:14    | 23:26     |
| Fyllingen Bergen       | 68:47  | RK Radnički Kragujevac | 35:28    | 33:19     |
| Dukla Prag             | 68:60  | HC Visé BM             | 38:27    | 30:33     |

## Viertelfinals
|                        | Gesamt |                     | Hinspiel | Rückspiel |
| ---------------------- | ------ | ------------------- | -------- | --------- |
| Fyllingen Bergen       | 55:48  | HV Aalsmeer         | 31:20    | 24:28     |
| Académico Basket Clube | 64:57  | Wacker Thun         | 30:23    | 34:34     |
| Benfica Lissabon       | 49:47  | Newa St. Petersburg | 24:20    | 25:27     |
| KV Sasja HC            | 50:56  | Dukla Prag          | 27:27    | 23:29     |

## Halbfinals
|                        | Gesamt |                  | Hinspiel | Rückspiel |
| ---------------------- | ------ | ---------------- | -------- | --------- |
| Benfica Lissabon       | 64:49  | Fyllingen Bergen | 35:22    | 29:27     |
| Académico Basket Clube | 67:62  | Dukla Prag       | 34:33    | 33:29     |

## Finale
Das Hinspiel fand am 14. Mai 2016 in Lissabon statt und das Rückspiel am 21. Mai 2016 in Braga. Bei der vierten Teilnahme an einem europäischen Finale, darunter im Jahr zuvor in diesem Wettbewerb und in der Premierensaison der EHF Champions League, konnte Académico Basket Clube seinen ersten Titel gewinnen.
|                  | Gesamt |                        | Hinspiel | Rückspiel |
| ---------------- | ------ | ---------------------- | -------- | --------- |
| Benfica Lissabon | 51:53  | Académico Basket Clube | 22:28    | 29:25     |